# Lista de membros da Royal Society eleitos em 1787
Esta é uma lista de Membros da Royal Society eleitos em 1787.

## Fellows
1. John Ash  (ca. 1723–1798)
2. William Bentinck  (1764–1813)
3. William Blizard (1743–1835)
4. Thomas Gery Cullum (1741–1831)
5. James Duff, 2nd Earl Fife (1729–1809)
6. Ernest II, Duke of Saxe-Gotha-Altenburg (1745–1804)
7. Thomas Erskine, 1st Baron Erskine (1750-1823)
8. William Fordyce (1724–1792)
9. George Trenchard Goodenough (1743–)
10. Everard Home (1756–1832)
11. Craven Ord (1756–1832)
12. Thomas Parkyns, 1st Baron Rancliffe (1755–1800)
13. William Parsons (died 1828)
14. Arthur Leary Piggott (1748–1819)
15. William Morton Pitt (1754–1836)
16. Francis Rawdon Hastings, 1st Marquess of Hastings and 2nd Earl of Moira (1754–1826)
17. Richard Relhan (1754–1823)
18. Richard Anthony Salisbury (1761–1829)
19. James Smithson (1765–1829)
20. Luís Pinto de Sousa Coutinho (1735–1804)
21. George Leonard Staunton (1737–1801)
22. Nicolas Vay de Vaja
23. Alexander Wedderburn, 1st Earl of Rosslyn (1733–1805)
24. Henry Willoughby, 5th Baron Middleton (1726–1800)